# Newport (Maine)
Newport – miasto w Stanach Zjednoczonych, w stanie Maine, w hrabstwie Penobscot.